# Ferdinanda Pautasso
Ferdinanda Pautasso, o anche Martini-Pautasso dopo il matrimonio, detta Nanda (Milano, 27 agosto 1923 – Milano, 21 gennaio 1993), è stata una tuffatrice italiana naturalizzata svizzera.

## Biografia
Vince il proprio primo titolo nazionale ai campionati italiani del 1942 aggiudicandosi la gara dalla piattaforma (10 metri); nella stessa edizione giunge seconda nella gara dal trampolino. I successivi titoli arrivarono dopo la seconda guerra mondiale: dal trampolino nel 1947 e 1949, dalla piattaforma nel 1946, 1947, 1950 e 1951. In campo internazionale rappresentò l'Italia ai campionati europei del 1950 e la Svizzera (dopo il matrimonio di pochi mesi prima) ai giochi olimpici del 1952 a Helsinki dove concluse in quindicesima posizione.